# 興和新薬
興和新薬株式会社（こうわしんやく、英: Kowa Shinyaku Co., Ltd.）は、かつて存在した一般用医薬品及びヘルスケア用品の販売会社。
2019年4月1日に親会社の興和に吸収合併された。

## 沿革
- 1954年（昭和29年）7月 - 興和新薬株式会社を設立[3]。
- 2004年（平成16年）4月 - 医療用医薬品営業部門を親会社である興和株式会社の医薬事業部および医薬営業本部に移管[3]。
- 2005年（平成17年）
  - 4月 - 興和紡績株式会社より株式会社興和ヘルスケアーを譲受[3]。
  - 11月 - 大日本製薬株式会社の子会社であったマルピー薬品株式会社（2006年解散）の営業権を譲受[3]。
- 2019年（平成31年）4月 - 興和株式会社に吸収合併され解散[4][5]。

## 事業所
- 本店（名古屋市中区）[6]
- 本部（東京都中央区）[6]
- 支店（札幌、仙台、関東、東京、名古屋、京都、大阪、広島、福岡）[6]
- 営業所（盛岡、多摩、横浜、千葉、高崎、岐阜、新潟、静岡、金沢、松本、神戸、岡山、高松、長崎、熊本）[6]

## 関係会社
- 興和株式会社
- 興和紡株式会社
- 興和創薬株式会社